# Цікавість

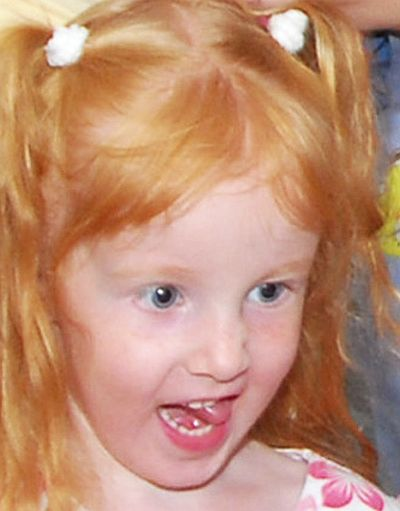
Вираз сильного інтересу (емоцій), який включає опущені щелепи, висунутий язик угору та назовні та розширення зіниць

Інтере́с, ціка́вість — емоційний вияв пізнавальних потреб людини, що є дуже важливим для формування різноманітних навичок та інтелекту. Інтерес — єдина мотивація, що здатна зробити роботу приємним заняттям протягом певного проміжку часу. Цікавість як процес є необхідним елементом  для розвитку  творчості.
Психологія розглядає інтерес у вигляді природного споживального ставлення  до світу, яке виражається у освоєнні оточуючого світу й розгортається переважно у внутрішньому плані.
Людина почуває інтерес до нового чи відмінного від раніше побаченого чи почутого, також інтерес активується й при усвідомленні нових можливостей. Зміна середовища чи усвідомлення можливості відкриття нових перспектив можуть бути пов'язані з певними внутрішніми потребами людини або можуть виникати завдяки уяві.
Інтерес активується і підтримується змінами й новизною. Він грає важливу роль в довгому збереженні стосунків між людьми. Наприклад:
Подружні пари, які продовжують цікавити один одного як особистості, довгі роки живуть разом і отримують задоволення від постійного спілкування один з одним.